# Antyle Holenderskie na Letnich Igrzyskach Olimpijskich 2008
Antyle Holenderskie na Letnich Igrzyskach Olimpijskich 2008 reprezentowało 3 zawodników – sami mężczyźni. Wystąpili oni w trzech dyscyplinach: lekkoatletyce, pływaniu, strzelectwie.
Był to trzynasty start reprezentacji Antyli Holenderskich na letnich igrzyskach olimpijskich.

## Wyniki reprezentacji

### Lekkoatletyka
Churandy Martina startował w dwóch konkurencjach. W sprincie zajął czwarte miejsce tracąc do podium 0,02 sekundy. W biegu na 200 metrów awansował do finału, awansując z półfinału z drugiego miejsca.
20 sierpnia w biegu na 200 m przybiegł na 2. miejscu i nawet został udekorowany srebrnym medalem.
Jednak protest Stanów Zjednoczonych i powtórki telewizyjne ukazały, że biegacz przekroczył swój tor biegu - w związku z tym został on zdyskwalifikowany, zaś srebrny medal otrzymał reprezentant USA: Shawn Crawford.

### Pływanie
Rodion Davelaar reprezentował Antyle Holenderskie w pływaniu na igrzyskach olimpijskich w Pekinie na dystansie 50 metrów stylem dowolnym, ale nie odniósł żadnych sukcesów.
| Zawodnik        | Konkurencja          | Eliminacje | Eliminacje | Półfinał      | Półfinał      | Finał         | Finał         |
| Zawodnik        | Konkurencja          | Wynik      | Pozycja    | Wynik         | Pozycja       | Wynik         | Pozycja       |
| --------------- | -------------------- | ---------- | ---------- | ------------- | ------------- | ------------- | ------------- |
| Rodion Davelaar | 50 m stylem dowolnym | 24.21      | 57         | nie awansował | nie awansował | nie awansował | nie awansował |

### Strzelectwo
Philip Elhage startował w konkurencji pistoletu pneumatycznego z dystansu 10 metrów. Nie zakwalifikował się do finału zajmując 46. miejsce z wynikiem 566 punktów. Wyprzedził dwóch zawodników.